# ماهالاتا
ماهالاتا (به بلغاری: Mahalata) یک منطقهٔ مسکونی در بلغارستان است که در استان بلاگووگراد واقع شده‌است.